# Bourg-Sainte-Marie
Bourg-Sainte-Marie is een gemeente in het Franse departement Haute-Marne (regio Grand Est) en telt 94 inwoners (2009). De plaats maakt deel uit van het arrondissement Chaumont.

## Geografie
De oppervlakte van Bourg-Sainte-Marie bedraagt 9,0 km², de bevolkingsdichtheid is dus 10,4 inwoners per km².
De onderstaande kaart toont de ligging van Bourg-Sainte-Marie met de belangrijkste infrastructuur en aangrenzende gemeenten.

## Demografie
Onderstaande figuur toont het verloop van het inwonertal (bron: INSEE-tellingen).